# Szojuz (hordozórakéta)
A Szojuz szovjet, később orosz űrhajózási hordozórakéta, melyet az 1960-as évektől kezdődően használnak Szojuz és Progressz űrhajók indítására. Az értékesítő a Starsem. Kiszolgáló űrközpontok a kazahsztáni Bajkonuri űrrepülőtér és a Pleszeck űrrepülőtér. 2011-től Kourouból is indulhatnak az ESA-val, illetve az Arianespace-szel közös programban. Első repülésére 1966-ban került sor. A Szojuz-program indításait végezte. Leggyakrabban az 1980-as években használták. A Szojuz hordozórakéta az R–7 Szemjorka interkontinentális ballisztikus rakétán alapuló Vosztok hordozórakéta továbbfejlesztett változata.
Egy európai–orosz együttműködés eredményeként az ESA az orosz Szojuz rakétákat is használni fogja.  A Szojuzok egy részét az oroszok az ESA-nak építik meg. Ezeket Francia Guyanába hajóval szállítják, majd összerakják. Az Európai Űrügynökség így jelentős összeget megtakaríthatott, mivel nem kellett közepes hordozórakétát kifejlesztenie. A Szojuz Kourouból sokkal több terhet szállíthat magával, mint Bajkonurból, mert közelebb van az Egyenlítőhöz.

## Változatok

### Szojuz–M
Az OKB–1 kujbisevi 3. sz. részlegénél (ma: CSZKB-Progressz) kifejlesztett modernizált változat, melyet eredetileg a katonai célú Szojuz űrhajók pályára állítására szánták. A katonai Szojuz program beszüntetése után a Szojuz–M-eket végül a Zenyit–4MT térképészeti célú felderítő műholdak indítására alkalmazták.

### Szojuz–U
A Szojuz rakéták legnagyobb példányszámban gyártott, többféle űreszköz pályára állítására szánt, egységesített változata. Elődeihez képest nagyobb tolóerejű, modernizált hajtóművekkel látták el. A Szojuz–U hordozórakétákat 1973–2012 között indították.

### Szojuz–FG
A Szojuz–U módosított, nagyobb tolóerejű hajtóművekkel ellátott változata. Ezáltal a Szojuz–U-hoz képest 250–300 kg-mal nagyobb hasznos terhet szállíthat. 2001-ben indították először. A hordozórakéta a Fregat végfokozattal ellátva alkalmas űrszondák és magasabb pályán keringő műholdak indítására is.

### Szojuz–2
A Szojuz rakétát a Szojuz–2 váltja fel 2006-tól, amely egy új harmadik fokozattal működik. Ez kisebb méretben 2004. november 4-én már repült. A Szojuz–2 a korábbi analóg helyett digitális repülésirányító rendszert kapott, melynek köszönhetően megbízhatósága és hasznos terhelése növekedett a korábbi verziókhoz képest.